# 쿵푸몽키
《쿵푸몽키》(중국어: 小金刚纽约大冒)는 2018년에 대한민국에서 개봉한 홍콩의 애니메이션 영화이다.